# پاسکال پلانک
پاسکال پلانک (انگلیسی: Pascal Plancque؛ زادهٔ ۲۰ اوت ۱۹۶۳) بازیکن فوتبال اهل فرانسه است.
از باشگاه‌هایی که در آن بازی کرده‌است می‌توان به باشگاه فوتبال اوسر و باشگاه فوتبال لیل اشاره کرد.